# Klaus Teuber

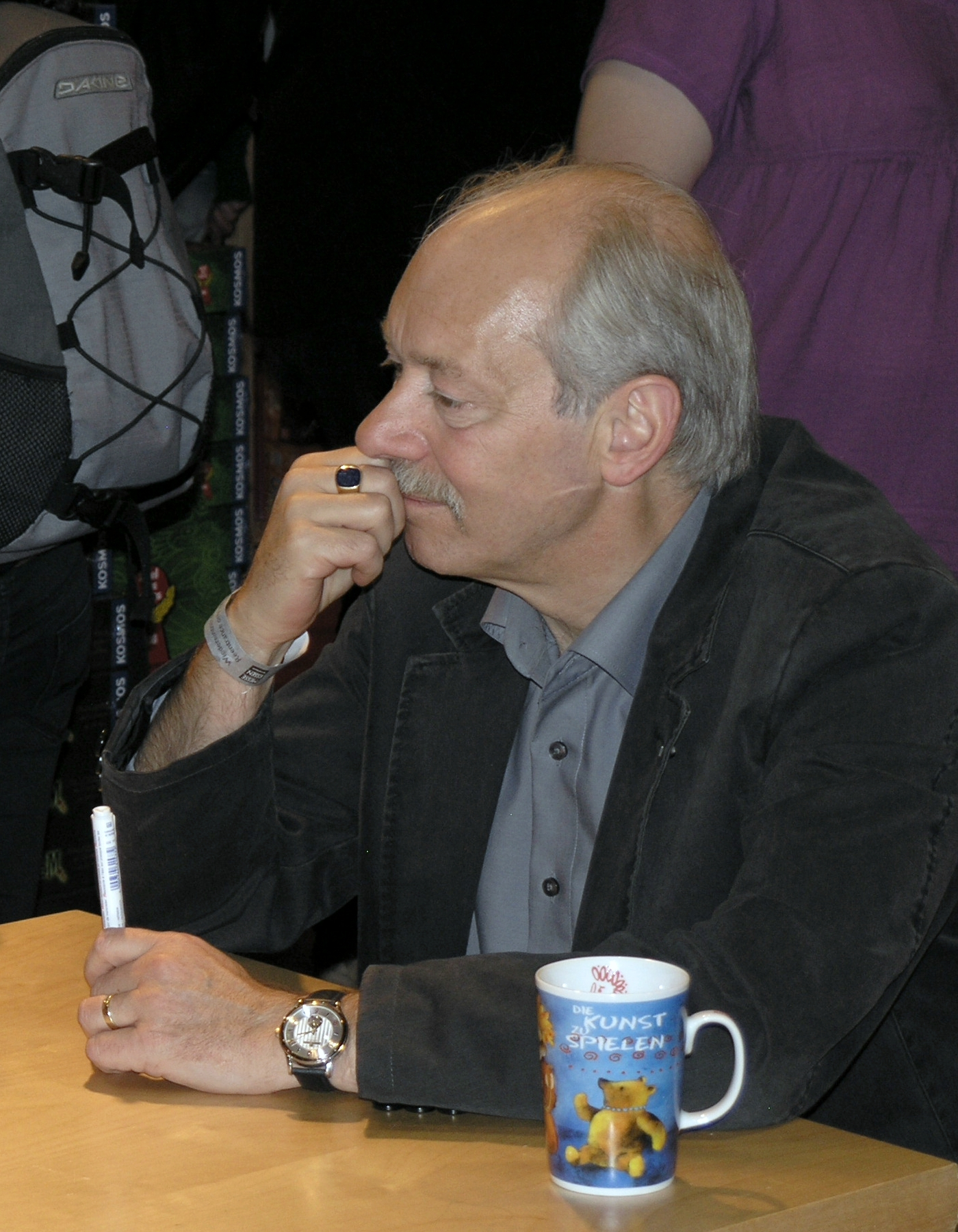
Klaus Teuber (2008).

Klaus Teuber, född 25 juni 1952 i Rai-Breitenbach i Odenwaldkreis i Hessen, död 1 april 2023 i Rossdorf nära Darmstadt, Hessen, var en tysk spelkonstruktör som nådde stora framgångar även internationellt främst med Settlers of Catan, vilket har blivit valt till årets spel i många länder.
I Tyskland blev Settlers of Catan årets spel (Spiel des Jahres) 1995. Flera versioner och expansioner finns av det. Andra brädspel av Klaus Teuber är bl.a. Barbarossa, Adel Verpflichtet, Löwenherz, Entdecker och Anno 1503. Flera av dessa har också blivit Spiel des Jahres.